# Eriosoma laciniatae
Eriosoma laciniatae är en insektsart. Eriosoma laciniatae ingår i släktet Eriosoma och familjen långrörsbladlöss. Inga underarter finns listade i Catalogue of Life.